# Puerto Santa Cruz
Puerto Santa Cruz è un comune (municipio in spagnolo) dell'Argentina, appartenente alla provincia di Santa Cruz, nel dipartimento di Corpen Aike.
La città, fondata il 20 gennaio 1908, è posta sulle rive dell'estuario del río Santa Cruz, a 40 km dalla città di Comandante Luis Piedra Buena.
In base al censimento del 2001, nel territorio comunale dimorano 3.397 abitanti, con un incremento del 18,8% rispetto al censimento precedente (1991).